# Diocesi di Itabira-Fabriciano

La concattedrale di Coronel Fabriciano.

La diocesi di Itabira-Fabriciano (in latino Dioecesis Itabirensis-Fabriciannensis) è una sede della Chiesa cattolica in Brasile suffraganea dell'arcidiocesi di Mariana. Nel 2021 contava 692.475 battezzati su 1.155.000 abitanti. È retta dal vescovo Marco Aurélio Gubiotti.

## Territorio
La diocesi comprende 24 comuni nella parte centrale dello stato brasiliano di Minas Gerais: Itabira, Coronel Fabriciano, Alvinópolis, Antônio Dias, Bela Vista de Minas, Belo Oriente, Bom Jesus do Amparo, Dionísio, Ipatinga, Itambé do Mato Dentro, Jaguaraçu, João Monlevade, Marliéria, Mesquita, Nova Era, Passabém, Rio Piracicaba, Santa Maria de Itabira, Santana do Paraíso, São Domingos do Prata, São Gonçalo do Rio Abaixo, São José do Goiabal, São Sebastião do Rio Preto e Timóteo.
Sede vescovile è la città di Itabira, dove si trova la cattedrale di Nostra Signora del Rosario. A Coronel Fabriciano sorge la concattedrale di San Sebastiano.
Il territorio si estende su una superficie di 8.888 km² ed è suddiviso in 50 parrocchie, raggruppate in 3 regioni pastorali.

## Storia
La diocesi di Itabira fu eretta il 14 giugno 1965 con la bolla Haud inani di papa Paolo VI, ricavandone il territorio dalle arcidiocesi di Diamantina e di Mariana.
Il 1º giugno 1979 in forza del decreto Cum urbs della Congregazione per i vescovi Coronel Fabriciano è divenuta sede di una concattedrale e la diocesi ha assunto il nome attuale.
Il 24 maggio 1985 ha ceduto una porzione del suo territorio a vantaggio dell'erezione della diocesi di Guanhães.
Il 12 ottobre 1988, con la lettera apostolica Memoria persaepe, papa Giovanni Paolo II ha confermato la Beata Maria Vergine, venerata con il nome di Nossa Senhora Aparecida, patrona della diocesi.

## Cronotassi dei vescovi
Si omettono i periodi di sede vacante non superiori ai 2 anni o non storicamente accertati.
- Marcos Antônio Noronha † (7 luglio 1965 - 7 novembre 1970 dimesso)
- Mário Teixeira Gurgel, S.D.S. † (26 aprile 1971 - 15 maggio 1996 ritirato)
- Lélis Lara, C.SS.R. † (15 maggio 1996 succeduto - 22 gennaio 2003 ritirato)
- Odilon Guimarães Moreira (22 gennaio 2003 - 21 febbraio 2013 dimesso)
- Marco Aurélio Gubiotti, dal 21 febbraio 2013

## Statistiche
La diocesi nel 2021 su una popolazione di 1.155.000 persone contava 692.475 battezzati, corrispondenti al 60,0% del totale.
| anno | popolazione | popolazione | popolazione | presbiteri | presbiteri | presbiteri | presbiteri                | diaconi | religiosi | religiosi | parrocchie |
| anno | battezzati  | totale      | %           | numero     | secolari   | regolari   | battezzati per presbitero | diaconi | uomini    | donne     | parrocchie |
| ---- | ----------- | ----------- | ----------- | ---------- | ---------- | ---------- | ------------------------- | ------- | --------- | --------- | ---------- |
| 1965 | ?           | 354.352     | ?           | 45         | 32         | 13         | ?                         |         |           |           | 39         |
| 1970 | 300.000     | 370.000     | 81,1        | 39         | 39         |            | 7.692                     |         | 2         | 143       | 47         |
| 1976 | 380.000     | 430.545     | 88,3        | 39         | 18         | 21         | 9.743                     |         | 24        | 105       | 46         |
| 1980 | 628.000     | 721.000     | 87,1        | 36         | 20         | 16         | 17.444                    |         | 20        | 100       | 33         |
| 1990 | 734.000     | 914.000     | 80,3        | 34         | 16         | 18         | 21.588                    |         | 21        | 69        | 36         |
| 1998 | 640.000     | 800.000     | 80,0        | 53         | 31         | 22         | 12.075                    | 1       | 27        | 36        | 36         |
| 1999 | 640.000     | 800.000     | 80,0        | 52         | 30         | 22         | 12.307                    | 1       | 27        | 36        | 36         |
| 2001 | 600.000     | 800.000     | 75,0        | 54         | 33         | 21         | 11.111                    |         | 40        | 48        | 40         |
| 2002 | 600.000     | 800.000     | 75,0        | 55         | 34         | 21         | 10.909                    |         | 40        | 48        | 40         |
| 2003 | 600.000     | 800.000     | 75,0        | 55         | 34         | 21         | 10.909                    |         | 40        | 48        | 41         |
| 2004 | 496.798     | 728.917     | 68,2        | 56         | 35         | 21         | 8.871                     |         | 30        | 54        | 41         |
| 2006 | 509.000     | 746.000     | 68,2        | 60         | 39         | 21         | 8.483                     |         | 34        | 57        | 42         |
| 2013 | 575.000     | 802.000     | 71,7        | 63         | 45         | 18         | 9.126                     |         | 23        | 48        | 49         |
| 2016 | 594.411     | 884.299     | 67,2        | 69         | 51         | 18         | 8.614                     |         | 25        | 53        | 49         |
| 2019 | 608.220     | 843.790     | 72,1        | 72         | 48         | 24         | 8.447                     | 17      | 27        | 45        | 50         |
| 2021 | 692.475     | 1.155.000   | 60,0        | 72         | 50         | 22         | 9.617                     | 23      | 25        | 47        | 50         |